# Simtokha dzong
Simtokha dzong, uradno Sangak Zabdhon Phodrang dzong je dzong (trdnjava) v zahodnem delu Butana okoli 5 km južneje od glavnega mesta Thimphu. Zgrajen je bil leta 1631. Danes je v njem Jezikovni inštitut Dzongkha. 

## Zgodovina
Temelje dzonga ali trdnjave je leta 1629 dal postaviti butanski religiozni in vojaški voditelj šabdrung Ngavang Namgjal, ki je ozemeljsko združil sodobni Butan. Dzong je prvi in najstarejši dzong, ki ga je postavil na stičišču treh zahodnih butanskih provinc: Ša (Vangdi P'odrang), Vang (Thimphu) in Pa (Paro). Graditelj je bil Tango Čoje Mipham Čevang Tenzin. Gradnji je nasprotovalo pet skupin lam in sicer Lhapas, Barawas, Katogpas, Njenjingpas in Čagzampas. Pod vodstvom nasprotnika lame Paldena je prišlo do bitke, v kateri je padel tudi vodja nasprotnikov. Dzong je bil dokončan leta 1631 in je preživel do današnjih dni.
Namgjel je s tem dzongom v Butanu prvič uvedel koncept trdnjave in samostana v enem kompleksu. Jedro dzonga ima dvanajst stranic, kar pomeni, da je dzong po obliki dodekahedron, kar je razlika od vseh drugih dzongov v Butanu. Je tudi eden od prvih, ki ima v notranjem svetišču največji kip Ješej Gonpo (Mahakala). Glavna kapela (lhakhang) ima kip Sidarta Gautama, Šakja Gdžalpo ('Buda sočutja') z osmimi bodhisatvami na obeh straneh. V drugi kapeli je kip boga Sočutja (Chenrezi, Avalokiteśvara). Templje krasijo tisočere poslikave Bude na zidovih. Napisi Kandžur (prevodov besed Bude) in Bum (pradžnaparamita) se smatrajo kot enkratni in posebni na tem dzongu. Napisi teh besedil so se pričeli izdelovati v času drugega Desija (drugi regent), La Ngonpa Tenzin Drugda leta 1656 ter bili končani za časa 4. Desija, Tenzin Rabgjala leta 1674. Tu je tudi 21 izrezljanih kipov Tare (dolma), osem prikazovanj guruja (guru Tsengje), osem Mahasidha – boga Modrosti (Džampeljang), kar vse je dal postaviti Čogjal Mindžur Tenpa leta 1671. Zidove dzonga krasijo tudi poslikave ciklov rojstva in ponovnega rojstva.

## Značilnosti
V kompleksu so tudi ločeni objekti za bivanje šabdrung Ngawang Namgyela oziroma njegova palača. Kip šabdrunga je podaril peti butanski kralj Džigme Khesar Namgyel Vangčuk. V dzongu so tudi prostori prednikov nasledstvenih butanskih kraljev iz novejše zgodovine. Leta 1961 so sem preselili šolo Rigney (šolo klasičnih študij in religije). Prvo prezidavo je izvedel že Čogjal Minjur Tenpa leta 1671. Dzong je razširil in nadomestil vse lesene zidove. Šele leta 1970 so bila izvršena manjša obnovitvena dela. Leta 1984 je bila do dzonga zgrajena dovozna cesta. Trenutno še vedno potekajo generalna obnovitvena dela pričeta leta 2002.
Danes so na dzongu prostori komore lame, orožarna, skladišča in samostanska šola. Je danes ena od glavnih turističnih znamenitosti – kot najstarejši dzong. 
Okoli 500 metrov nad dzongom so vidne ruševine razglednega stolpa (Ta Dzong); 100 m levo pa je vodna trdnjava (Chu Dzong), ki se danes uporablja kot molilnica za študente.